# Personaggi di Arthur e il popolo dei Minimei (serie cinematografica)
Questa voce contiene l'elenco dei personaggi della trilogia cinematografica di Arthur e il popolo dei Minimei, composta da questo film e dai due sequel: Arthur e la vendetta di Maltazard e Arthur e la guerra dei due mondi.

## Personaggi principali

### Arthur Montgomery
Attore originale: Freddie Highmore.
Doppiatori italiani: Jacopo Castagna e Manuel Meli.
Ha un carattere curioso, molto cauto e sensibile, ma allo stesso tempo coraggioso ed intraprendente (soprattutto quando si trova in situazioni di grave pericolo). Andrà nel mondo dei Minimei inizialmente per salvare suo nonno Archibald (nonostante l'iniziale diffidenza da parte di sua nonna Daisy), ma col tempo diverrà acerrimo nemico di Maltazard, antagonista principale e ricorrente della trilogia. Verso la fine del primo film si fidanza con Selenia, Principessa del regno dei Minimei.

### Principessa Selenia
Doppiatrice originale: Mylène Farmer e Selena Gomez.
Doppiatrice italiana: Domitilla D'Amico.
Sorella maggiore di Betameche, nonché Principessa dei Minimei. Ha un carattere impulsivo nonché parecchio impavido e coraggioso, infatti in molti casi non rifiuta di farsi avanti per buttarsi nella mischia. Inizialmente considera il nuovo arrivato Arthur come un pappamolle e buono a nulla, ma alla fine se ne innamora, fidanzandosi con lui alla fine del primo film. Verrà rapita nel primo sequel da Maltazard con lo scopo di servirsi di lei per conquistare il mondo, ma verrà salvata sempre da Arthur.

### Principe Betameche
Doppiatori originali: Nicolas Bonaventure Ciattoni e Jimmy Fallon.
Doppiatore italiano: Corrado Conforti.
Fratello minore di Selenia, nonché Principe dei Minimei e grande amico di Arthur. Ha un carattere tranquillo e molto razionale e porta sempre con se una specie di coltellino svizzero multi-funzione. Anche lui nel secondo film verrà rapito, ma ci penserà sempre Arthur a salvarlo e liberarlo.

## Personaggi secondari

### Daisy Suchot
Attrice originale: Mia Farrow.
Doppiatrice italiana: Melina Martello.
Nonna di Arthur e moglie di Archibald. Inizialmente non crede a suo nipote riguardo l'esistenza di un mondo oltre a quello degli esseri umani, ma col tempo rivaluta questa sua versione. Nel corso della trilogia aiuterà Arthur nelle sue avventure (seppur indirettamente) e salverà la sua casa dallo sfratto tentato da Davido.

### Archibald Suchot
Attore originale: Ron Crawford.
Doppiatore italiano: Sandro Pellegrini.
Nonno di Arthur e marito di Daisy, nonché grande amico dei Bogo-Matassalai. Prima delle vicende del primo film, partì alla ricerca di un tesoro nel mondo dei Minimei con lo scopo di salvare casa sua e di sua moglie dai debiti accumulati nel corso degli anni, ma viene fatto prigioniero da "M il Malvagio" (cioè Maltazard). Verrà in seguito liberato da Arthur, Selenia e Betameche. Nel corso della trilogia aiuterà il trio di protagonisti a sconfiggere Maltazard e a sventare i suoi piani malvagi.

### Rosie Montgomery
Attrice originale: Penny Balfour.
Doppiatrice italiana: Francesca Draghetti.
Madre di Arthur e figlia di Daisy e Archibald, nonché moglie di Armand (il padre di Arthur). Nonostante l'assenza, si dimostra in più occasioni una madre molto apprensiva nei confronti di suo figlio.

### Armand Montgomery
Attori originali: Doug Rand e Robert Stanton.
Doppiatori italiani: Massimo Wertmüller e Christian Iansante.
Padre di Arthur, genero di Daisy e Archibald e marito di Rosie. Nonostante sia un individuo superficiale e supponente, si rivela un buon padre e buon marito.

### Capo Bogo-Matassalai
Attore originale: Jean Bejote Njamba.
Doppiatore italiano: Timothy Martin.
Capo di una comunità tribale fatta ospitare nelle vicinanze della casa di Daisy e Archibald. La sua comunità aiuterà quest'ultimo e Arthur ad entrare nel mondo dei Minimei e non mancherà di aiutare loro e tutta la famiglia nelle situazioni difficili, infatti neutralizzeranno Davido (facendolo poi consegnare alla polizia) e tenteranno di sconfiggere Maltazard (senza però riuscirci).

### Re dei Minimei
Doppiatore originale: Jacques Frantz.
Doppiatore italiano: Luciano De Ambrosis.
Padre di Selenia e Betameche, nonché sovrano del regno dei Minimei. Nonostante possa apparire gigante, è in realtà un individuo minuto in groppa ad una specie di gorilla dal pelo bianco, che gli fa da guardia del corpo.

### Max
Doppiatore originale: Rohff.
Doppiatore italiano: Nanni Baldini.
Un Koolamassai che gestisce un locale disco-pub nel mondo dei Minimei, non esiterà ad aiutare Arthur ed il suo trio per sconfiggere Maltazard e i suoi seguaci. Fisicamente è molto simile a Bob Marley.

### Koolamassai
Doppiatore originale: Stomy Bugsy.
Doppiatore italiano: Edward Zengeni.
Amico e collega di Max. Lo aiuta a gestire e a mandare avanti il suo locale.

### Mirò
Doppiatori originali: Tonio Descanvelle e Patrice Dozier.
Doppiatore italiano: Vittorio Stagni.
Abitante del regno dei Minimei e consigliere del Re. È il padre apprensivo di Milo.

### Milo
Doppiatrice originale: Barbara Scaff.
Doppiatore italiano: Ruggero Valli.
Figlio di Mirò. Viene catturato dai soldati di Maltazard prima dell'inizio del primo film, per essere poi liberato dai protagonisti alla fine di quest'ultimo.

### Poliziotto
Attore originale: Saul Jephcott.
Poliziotto della cittadina del Connecticut nella quale vivono Arthur e i suoi nonni.

### Lee de Long (venditrice)
Attrice originale: Lee Delong.
Proprietaria e gestrice di un negozio di ferramenta spesso frequentato dalla nonna di Arthur.

### Antiquario
Attore originale: Christian Erickson.
Proprietario di un negozio di antiquariato sempre della cittadina dove vivono Arthur e i suoi nonni.

## Antagonisti

### Maltazard
Doppiatori originali: Alain Bashung e Gérard Darmon.
Doppiatore italiano: Massimo Lodolo.
Antagonista principale della saga e si fa soprannominare "M il Malvagio". Minimeo di nascita, decide di tradire il suo regno di origine e il suo re per soddisfare la sua sete di potere, infatti ha un carattere egoista, ambizioso e altezzoso, ma al contempo molto razionale, calcolatore e parecchio cinico. È il padre di Darkos (non sappiamo se adottivo o biologico), ma ciononostante lo tratta freddamente, non rivolgendogli mai neanche un complimento (se non per finta) e non curandosi neanche della sua incolumità, infatti alla fine del primo film lo lascerà annegare invece di salvarlo.
Per attuare il suo piano di conquistare il mondo, tenta di rapire Selenia ma, non riuscendoci, viene catapultato nel mondo umano, dove riesce a crescere alla mastodontica altezza di 2,40 m. Dopo essere riuscito ad entrare in casa di Archibald e Daisy, prende una pozione magica e fa crescere di statura anche i soldati del suo esercito. Dopo una lunga e strenua battaglia nella cittadina di Arthur, Maltazard viene sconfitto dai protagonisti e da suo figlio Darkos (dopo essersi liberato dal suo giogo manipolativo), mentre i suoi soldati (senza un capo che li guidi) vengono sconfitti a loro volta dai militari dell'Esercito degli Sati Uniti.

### Darkos
Doppiatore originale: Marc Lavoine.
Doppiatore italiano: Roberto Draghetti.
Antagonista secondario della saga e figlio di Maltazard. Ha un carattere arrogante e permaloso, ma oltre a quell'apparente cattiveria si cela un personaggio insicuro di sé stesso, sensibile e con pochi amici (perlopiù seguaci di suo padre). Per quasi tutto il tempo tenta di emulare le gesta del malvagio padre provando ad uccidere Arthur, Selenia e Betameche. Dopo essere apparentemente annegato alla fine del primo film, ricompare nel terzo per adempiere alle azioni precedentemente scritte, ma alla fine capisce di essere stato solamente usato per gli egoistici, quanto distopici, scopi di suo padre, quindi diventa amico dei protagonisti e li aiuta a sconfiggere Maltazard e il suo esercito.
Alla fine, durante una scena nei titoli di coda, Darkos è diventato un cantante rock e, assieme ad alcuni soldati dell'ormai ex esercito di Maltazard, si apprestano rispettivamente a cantare e a suonare una cover della canzone Rebel di David Bowie.

### Ernest Davido
Attore originale: Adam LeFevre.
Doppiatore italiano: Antonio Palumbo.
Antagonista terziario della saga. Proprietario terriero che nel primo film tentò di acquistare (tramite i debiti) il terreno della casa dei nonni di Arthur. Alla fine (dopo aver intimato questi ultimi con una pistola) verrà poi immobilizzato dai Bogo-Matassalai e successivamente arrestato dalla polizia.